# Jessica Marie Garcia
Jessica Marie Garcia (23 de março de 1987, Orlando, Flórida) é uma atriz, comediante e roteirista americana. Ela fez sua estreia como atriz estrelando como Sierra na série dramática Huge (2010). Em seguida, ela interpretou Becky na sitcom The Middle (2012–2014) e recebeu o reconhecimento por seu papel como Willow Cruz na série Liv and Maddie do Disney Channel (2013–2017). Ela interpretou Rhonda Navarro na série de suspense psicológico How to Get Away with Murder (2018–2019) e Jasmine Flores na série On My Block da Netflix (2018–2021).

## Vida
Jessica nasceu em Orlando, filha de pai mexicano e de mãe cubana. Desde criança tem um grande amor pela atuação, e realizava peças teatrais para seus bichos de pelúcia. Sofria de obesidade, então ficava pesquisando roteiros online e os readaptava a sua maneira, fazendo alterações para personagens com seu porte e aparência física, pois via que pessoas como ela eram escassas no cenário.
Após terminar o ensino médio, Jessica se mudou para Los Angeles, Califórnia. Aonde inicialmente começou a trabalhar como garçonete em restaurantes e hamburguerias, após começar a trabalhar na televisão, ela ainda se manteve no seu antigo emprego, assim conciliando os dois trabalhos.

## Carreira
Garcia começou a atuar em 2010, fazendo sua estreia profissional estrelando como Sierra, um papel recorrente, na série dramática da ABC Family, Huge, e no mesmo ano estrelou como Lucero no filme independente Las Angeles. Em seguida, de 2012 a 2014, ela estrelou como Becky no sitcom da ABC, The Middle. Durante suas aparições em The Middle, Garcia começou a aparecer na série Liv and Maddie do Disney Channel como Willow Cruz, um papel que ela desempenhou até 2017. Em 2017, ela estrelou como Peaches no filme Avenge the Crows.
De 2015 a 2019, Garcia estrelou e co-escreveu episódios para o programa de esquetes cômicos Betch. Em 2018, Garcia começou a aparecer na série dramática da Netflix, On My Block, como Jasmine Flores, uma divertida e inconveniente amiga dos quatro jovens protagonistas. Originalmente escalada para um papel recorrente, Garcia foi promovida a regular na série a partir da segunda temporada. Por sua atuação, ela foi indicada ao Choice Summer TV Actress no Teen Choice Awards 2019. No mesmo ano, ela interpretou Rhonda Navarro na série de suspense psicológico How to Get Away with Murder, um papel que ocupou até 2019. Em 2020, Garcia começou a aparecer na série do Disney+, Diary of a Future President, como Camila.

## Vida pessoal
Em 2013, Garcia descobriu que era pré-diabética e, para evitar o diabetes, perdeu mais de 30 quilos, afirmando que sua carreira foi sua "maior motivação para começar uma vida mais saudável".
Em janeiro de 2016, Garcia ficou noiva do ator Adam Celorier, com quem ela se casou dois anos depois, em outubro de 2018.

## Filmografia

### Cinema
| Ano  | Título                  | Papel         | Notas                        |
| ---- | ----------------------- | ------------- | ---------------------------- |
| 1999 | Our Friend, Martin      | Maria Ramirez | Diretamente em vídeo         |
| 2010 | Los Angeles             | Lucero        | Filme                        |
| 2017 | Avenge the Crows        | Peaches       | Filme                        |
| ASA  | How to Get $100 Million | ASA           | Curta-metragem; pós-produção |
| ASA  | Proffer                 | ASA           | Curta-metragem; pós-produção |

### Televisão
| Ano       | Título                      | Papel              | Notas                                                                  |
| --------- | --------------------------- | ------------------ | ---------------------------------------------------------------------- |
| 2010      | Huge                        | Sierra             | Papel recorrente; 5 episódios                                          |
| 2012      | County                      | Vicky Santos       | Filme para TV                                                          |
| 2012–2014 | The Middle                  | Becky              | Papel recorrente; 11 episódios                                         |
| 2013–2017 | Liv and Maddie              | Willow Cruz        | Papel recorrente; 36 episódios                                         |
| 2015–2019 | Betch                       | Vários personagens | Papel principal; Roteirista                                            |
| 2016      | Casual                      | Marta              | Episódio: "Phase 3"                                                    |
| 2016      | Sleep Tight                 | Marianne           | 1 episódio                                                             |
| 2017–2018 | Hacking High School         | Becca/Chloe        | Papel recorrente; 4 episódios                                          |
| 2018–2021 | On My Block                 | Jasmine Flores     | Recorrente (1ª temporada); Papel principal (2ª temporada–4ª temporada) |
| 2018      | Goliath                     | Ana                | Episódio: "Alo"                                                        |
| 2018      | Starter Pack                | Penley             | Papel recorrente; 4 episódios                                          |
| 2018–2019 | How to Get Away with Murder | Rhonda Navarro     | Papel recorrente; 5 episódios                                          |
| 2019      | American Princess           | Enfermeira Paloma  | Papel recorrente; 2 episódios                                          |
| 2019      | The Flith                   | Kevin              | Episode: "Filthy Bro Day"                                              |
| 2020      | Diary of a Future President | Camilla            | Papel recorrente; 5 episódios                                          |

## Prêmios e indicações
| Ano  | Prêmio             | Categoria                | Obra        | Resultado | Ref.   |
| ---- | ------------------ | ------------------------ | ----------- | --------- | ------ |
| 2019 | Teen Choice Awards | Choice Summer TV Actress | On My Block | Indicado  | [ 14 ] |